# Obertraun
Obertraun este o comună cu 745 de locuitori situată pe malul lacului Hallstätter See, în regiunea Salzkammergut, districtul Gmunden în Traunviertel. Judecătoria se află în Bad Ischl.